# Sibulaküla

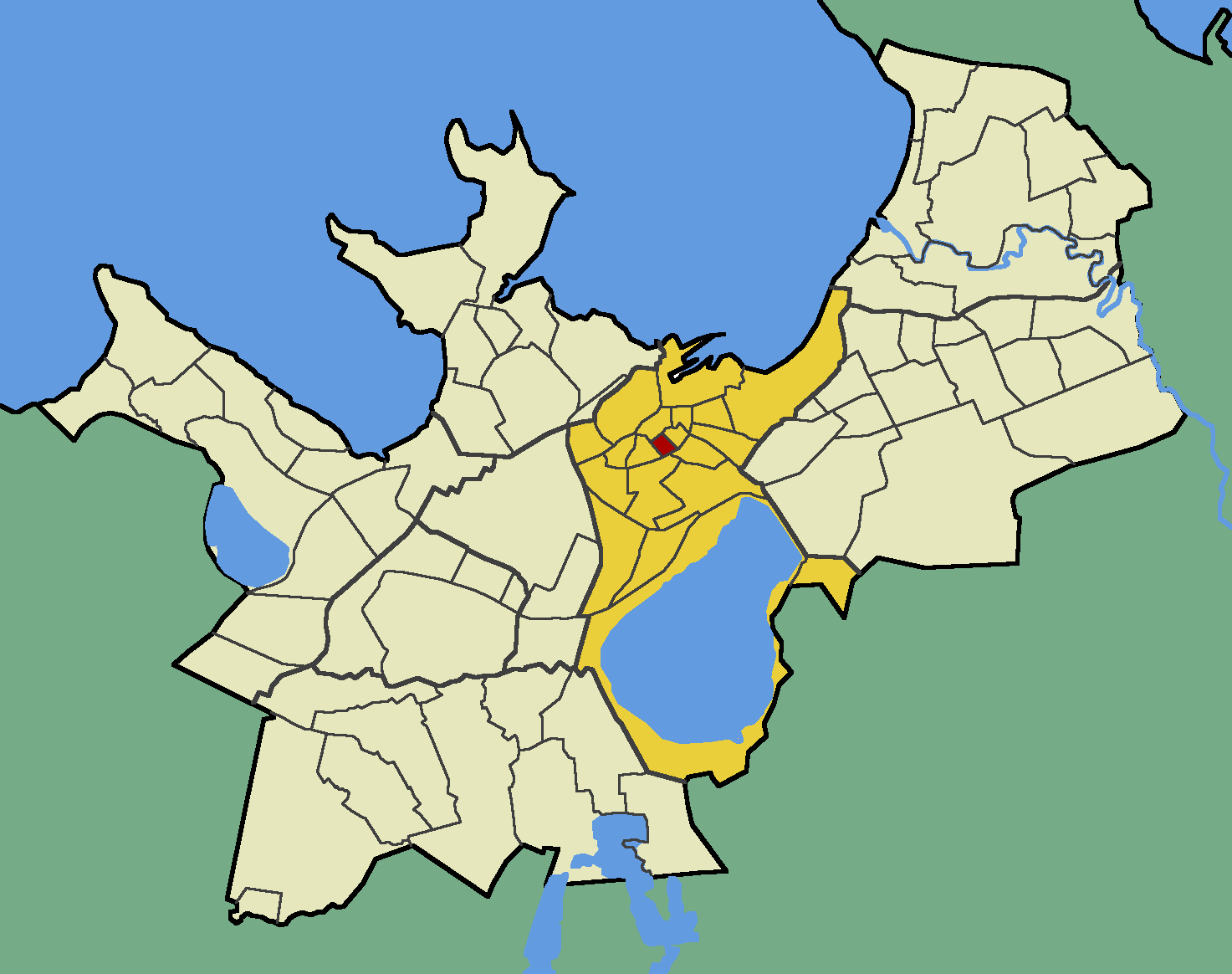
Der Bezirk Sibulaküla (rot) im Tallinner Stadtteil Kesklinn (gelb)

Sibulaküla (zu deutsch „Zwiebeldorf“) ist ein Bezirk (estnisch asum) der estnischen Hauptstadt Tallinn. Er liegt im Stadtteil Kesklinn („Innenstadt“).

## Beschreibung und Geschichte
Sibulaküla hat 2.033 Einwohner (Stand 1. Mai 2010).
Das Stadtviertel wurde bei dem verheerenden Angriff der sowjetischen Luftwaffe auf Tallinn vom 9. auf den 10. März 1944 fast vollständig zerstört. Während der sowjetischen Besetzung Estlands wurden auf den frei werdenden Flächen neue Bauten im Sinne der sozialistischen Stadtplanung Tallinns errichtet.
In Sibulaküla entstanden so unter anderem der Sitz der Kommunistischen Partei Estlands (heute Hauptgebäude des Außenministeriums der Republik Estland) und das Hotell Olümpia. Anlass für den Hotelbau waren die olympischen Segelwettbewerbe der Sommerspiele 1980, die in Tallinn ausgetragen wurden.

## Bilder

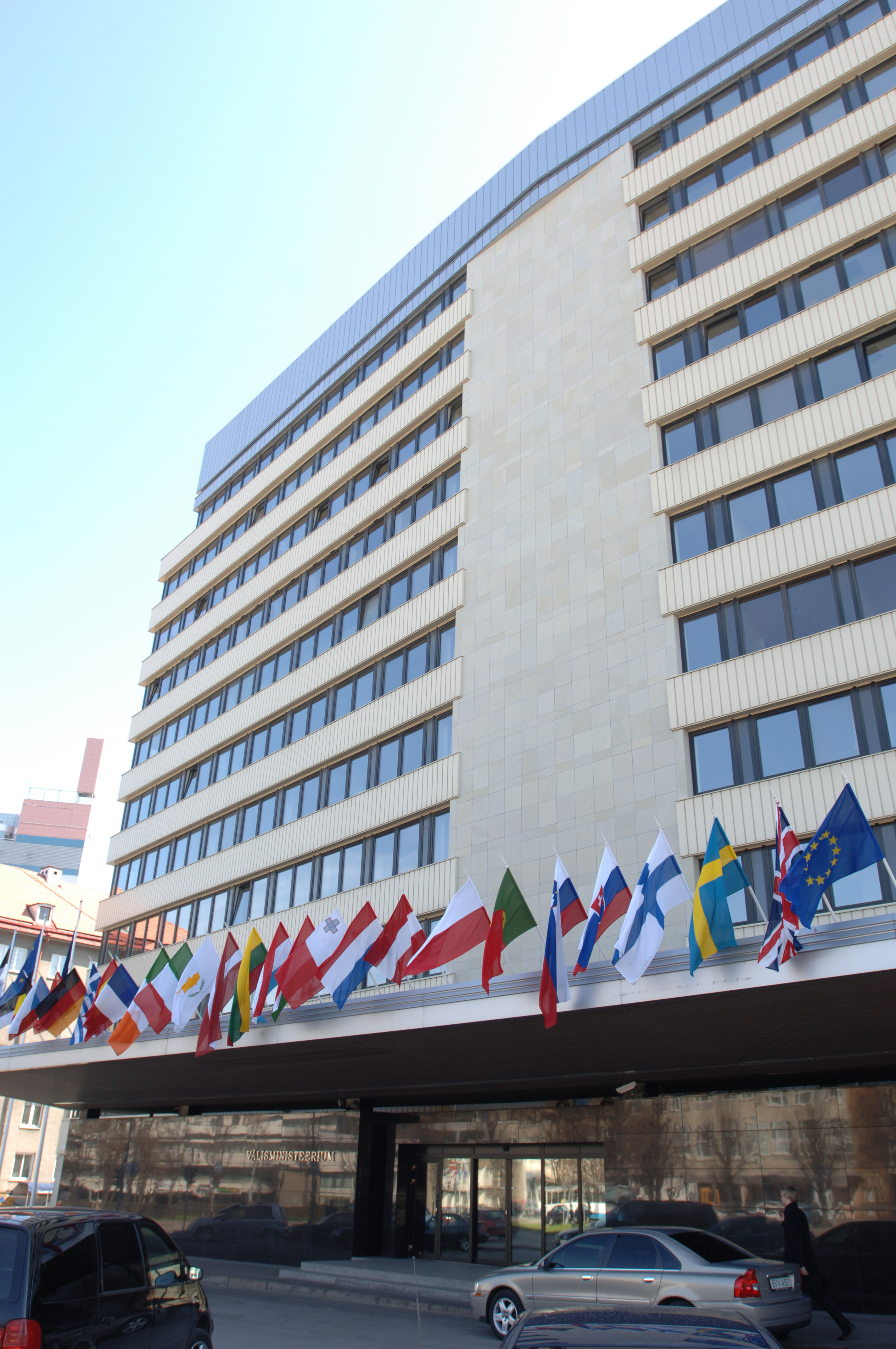
Außenministerium der Republik Estland
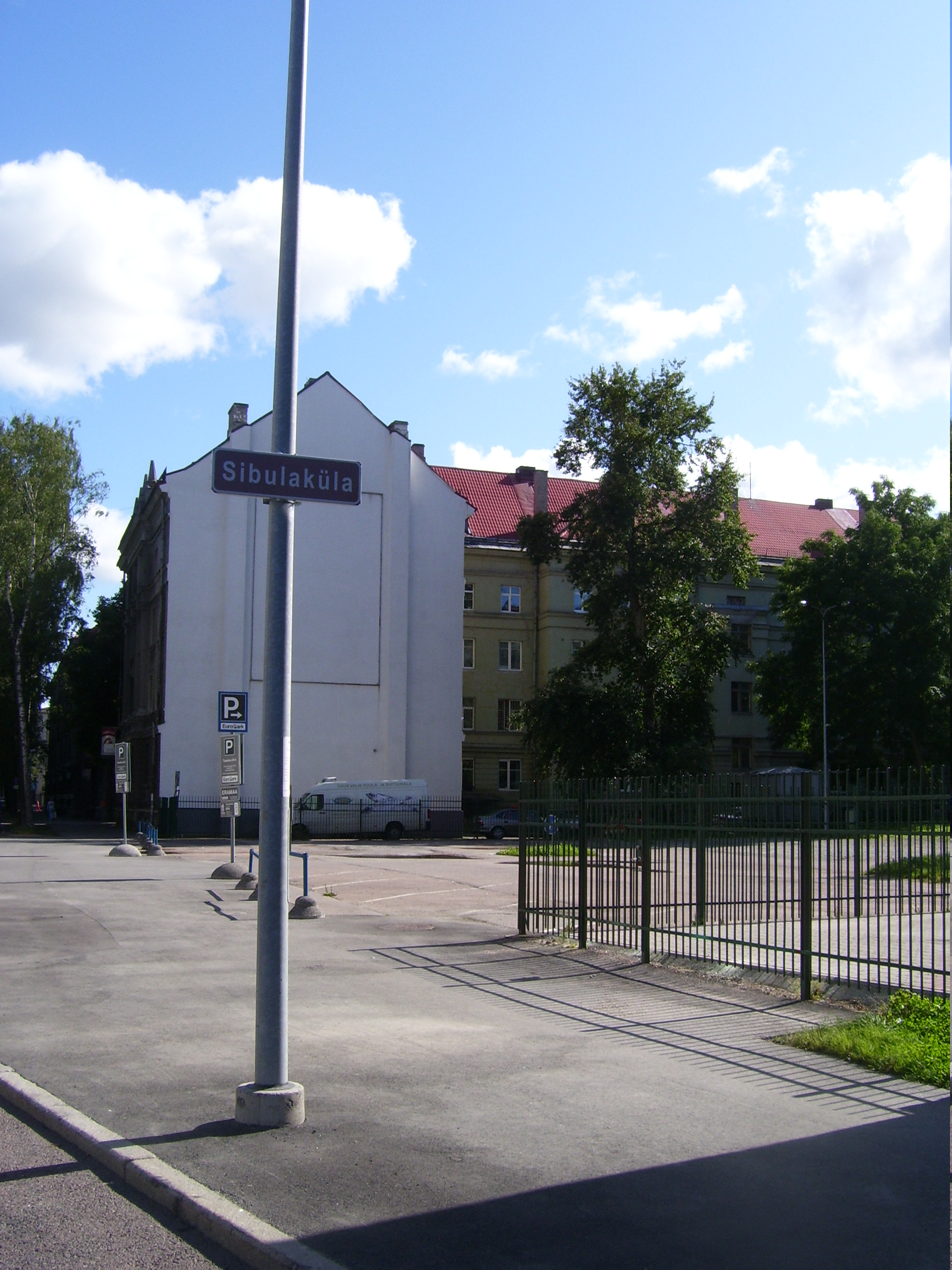
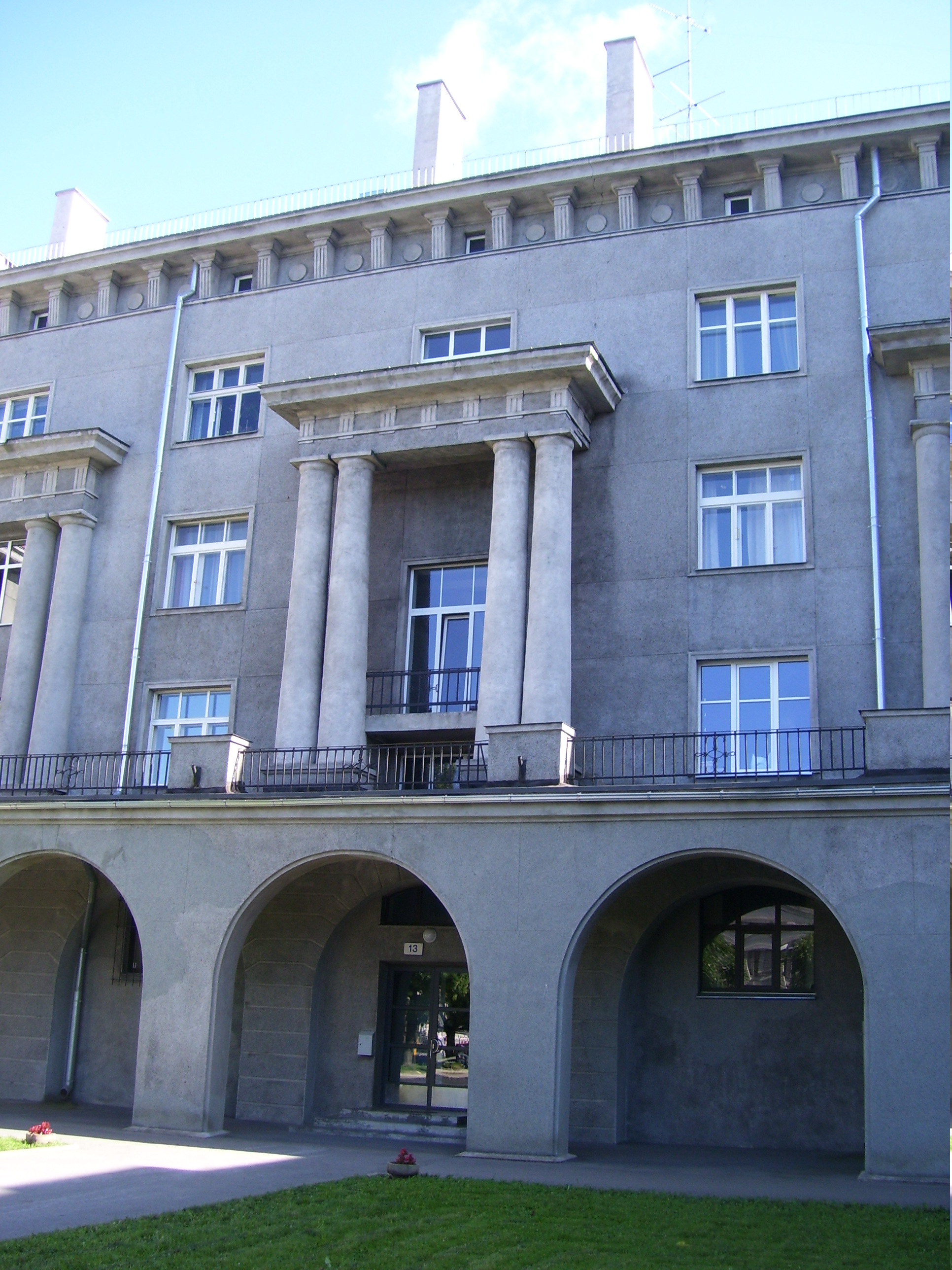